# RhB Ge 4/6
La Ge 4/6 est une locomotive électrique à six essieux des chemins de fer rhétiques (RhB). Elle repose sur quatre essieux moteurs entraînés par des bielles, plus deux essieux porteurs.

## Histoire
Pour l'ouverture de la ligne Bever–Scuol-Tarasp en 1913, les RhB avaient besoin d'une série de locomotives électriques puissantes. Comme la technique du courant alternatif en était encore à ses débuts, des prototypes furent commandés à différents constructeurs pour déterminer les caractéristiques idéales. La partie mécanique de toutes les machines fut fournie par la SLM Winterthur.
La toute première première locomotive électrique des RhB fut la n° 351, mise en service en décembre 1912 ; la partie électrique était fournie par Oerlikon. Une machine identique, la n° 352, suivit en février 1913. La n° 391 fut construite la même année par SLM et AEG, puis vint en juillet 1913 la n° 301 avec un équipement BBC. Enfin, en 1918, les RhB mirent en service la n° 302, que BBC avait construite en 1914, à ses frais, à des fins d'exposition.
Les essais ayant entretemps montré que l'équipement MFO répondait le mieux aux besoins des RhB, une série supplémentaire de trois locomotives n° 353 à 355, pratiquement identiques, fut construite.

## Services assurés

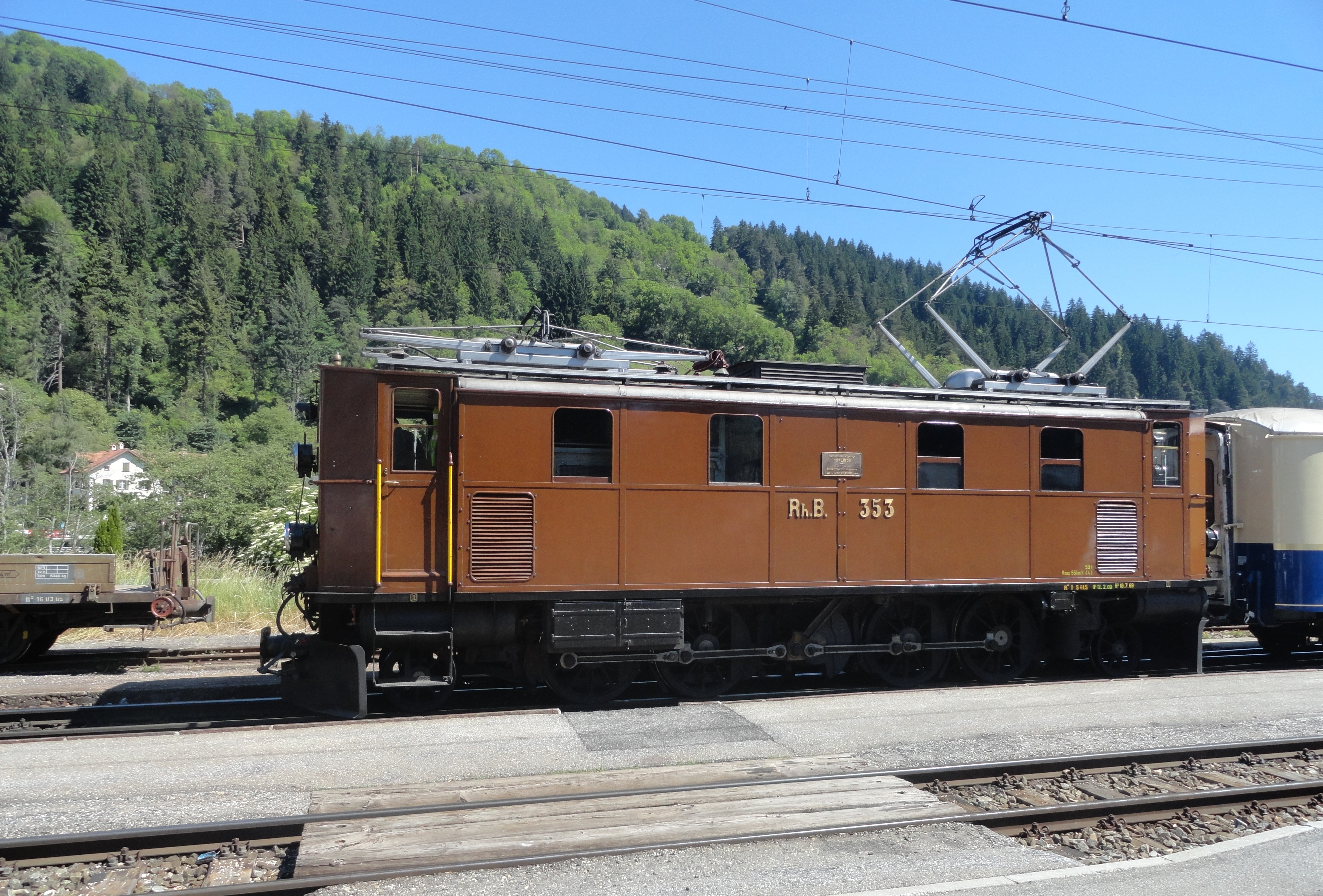
La n° 353 à Ilanz

La Première Guerre mondiale empêcha la construction de nouvelles Ge 4/6 et les locomotives suivantes furent les Ge 6/6 I, plus puissantes que les Ge 4/6. Celles-ci furent alors utilisées pour des trains relativement légers, en service voyageurs et marchandises sur tout le réseau de base. La n° 301 fut réformée la première, en 1966, elle fut ensuite utilisée comme réserve de pièces puis démolie en 1971 ; la n° 302 suivit cinq ans plus tard. L'apparition des premières Ge 4/4 II provoqua en 1973 la réforme des 351 und 352, puis des 354 et 355, la 353 étant préservée. La n° 391, réformée en 1973, resta aux RhB jusqu'en 1980. Elle fut alors restituée à son constructeur AEG et se trouve aujourd'hui au Musée allemand des techniques de Berlin.
La n° 353 circule régulièrement en tête de trains spéciaux.

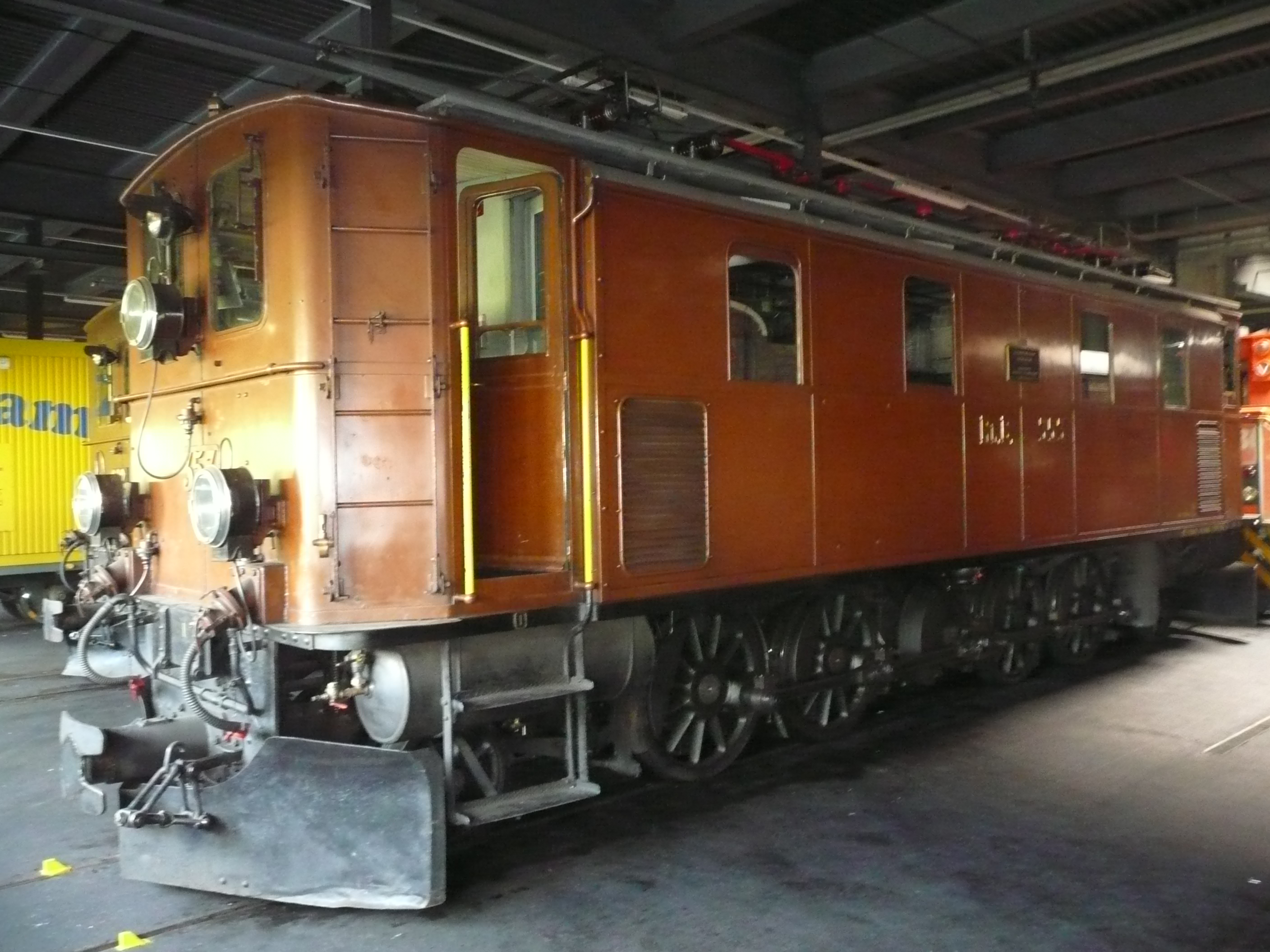
La Ge 4/6 N° 353 au dépôt de Samedan

### Liste des Ge 4/6
| Numéro | Mise en service | Constructeur | Puissance | Réforme | Statut                                    |
| ------ | --------------- | ------------ | --------- | ------- | ----------------------------------------- |
| 301    | 09.06.1913      | SLM/BBC      | 440 kW    | 1966    | démolie en novembre 1971                  |
| 302    | 29.08.1918      | SLM/BBC      | 588 kW    | 1971    | démolie en décembre 1976                  |
| 351    | 18.12.1912      | SLM/MFO      | 440 kW    | 1973    | démolie en janvier 1977                   |
| 352    | 07.02.1913      | SLM/MFO      | 440 kW    | 1973    | démolie en février 1977                   |
| 353    | 24.07.1914      | SLM/MFO      | 588 kW    | Non.    | Préservée au dépôt de Samedan             |
| 354    | 06.10.1914      | SLM/MFO      | 588 kW    | 1984    | démolie en décembre 1984                  |
| 355    | 21.12.1914      | SLM/MFO      | 588 kW    | 1984    | démolie en août 1984                      |
| 391    | 16.03.1913      | SLM/AEG      | 440 kW    | 1973    | restituée à AEG en 1980, exposée à Berlin |